# Bungeishunjū (magazine)
Le magazine Bungeishunjū (文藝春秋) est un mensuel japonais publié par Bungeishunjū. Il a été créé par l'écrivain Kan Kikuchi en 1923 en même temps que la maison d'édition dont il porte le nom. Le nom du magazine vient du titre de la colonne de la revue littéraire tenue par Kan dans le magazine Shinchō. La position politique du magazine est à droite, affichant un fort soutien à l'empereur.
Le magazine couvre un large éventail de sujets allant de la politique aux sports. Chaque numéro de la revue contient généralement environ 30 articles par des politiciens, des chercheurs, des journalistes ou des essayistes. Le magazine ne publie jamais d'article de membres du parti communiste japonais ou du parti social-démocrate.
Le magazine attribue également des prix littéraires annuels. Le numéro de février annoncent les lauréats du prix des lecteurs (文藝春秋読者賞, Bungeishunjū), les numéros de mars et septembre ceux du prestigieux prix Akutagawa, le numéro de juin ceux du prix Ohya, le numéro de juillet ceux du prix Seichō Matsumoto et le numéro de décembre ceux du prix Kan-Kikuchi.

## Source de la traduction
- (en) Cet article est partiellement ou en totalité issu de l’article de Wikipédia en anglais intitulé « Bungeishunjū (magazine) » (voir la liste des auteurs).